# Riemann-Silberstein-Vektor
Der Riemann–Silberstein-Vektor (oder Weber-Vektor) ist in der Elektrodynamik ein komplexwertiger Vektor, welcher das elektrische und magnetische Flussdichte miteinander kombiniert. Benannt ist der Vektor nach Bernhard Riemann, Ludwik Silberstein und Heinrich Martin Weber.

## Definition
Der Riemann-Silberstein-Vektor {\displaystyle \mathbf {F} } ist definiert als:
{\displaystyle \mathbf {F} :=\mathbf {E} +ic\mathbf {B} .}
mit {\displaystyle \mathbf {E} } für den Feldvektor des elektrischen Feldes und {\displaystyle \mathbf {B} } der magnetischen Flussdichte. Durch den Übergang von zwei reellen auf ein komplexes Vektorfeld kann das elektromagnetische Feld effektiver beschrieben werden.

## Eigenschaften
Zur Notation der Differentialoperatoren wird im Folgenden der Nabla-Operator {\displaystyle \nabla } verwendet.
Die Divergenz des Riemann–Silberstein-Vektors vereint das Coulombsche Gesetz (erste Maxwell-Gleichung) und die Gaußsche Gesetz (zweite Maxwell-Gleichung).
{\displaystyle \nabla \cdot \mathbf {F} =\nabla \cdot \mathbf {E} +ic\nabla \cdot \mathbf {B} ={\frac {\rho }{\epsilon _{0}}}.}
Die Rotation des Riemann–Silberstein-Vektor vereint das Faradaysche Gesetz (dritte Maxwell-Gleichung) und das Ampéresche Gesetz (vierte Maxwell-Gleichung):
{\displaystyle \nabla \times \mathbf {F} =\nabla \times \mathbf {E} +ic\nabla \times \mathbf {B} =-{\frac {\partial \mathbf {B} }{\partial t}}+ic\left(\mu _{0}\mathbf {j} +\mu _{0}\varepsilon _{0}{\frac {\partial \mathbf {E} }{\partial t}}\right)=i\left(\mu _{0}\mathbf {j} +\mu _{0}\varepsilon _{0}{\frac {\partial \mathbf {F} }{\partial t}}\right).}